# أوبرفينريش
```
أوبرفينريش
 ( 
OFähnr
 أو 
OFR
 ) في 
هير
 التابع 
للجيش الألماني
 شخصًا عسكريًا أو أحد أفراد القوات المسلحة برتبة ضابط مستجد أو أعلى (OA - de: Offizieranwärter). وفقا لسلم الرواتب لهذه الفئة فانها تعادل رتبة 
هاوبتفيلدڤيبل
 في هير أو 
لوفتفافه
 و Hauptbootsmann في 
مشاة البحرية
.
```

تصنف تحت تصنيف OR-7 في حلف الناتو، أي ما يعادل رتبة رقيب أول أو الرقيب الرئيسي أو الضابط الرئيسي في القوات المسلحة الأمريكية، وضابط من الصف الثاني في الجيش البريطاني والبحرية الملكية.
في سياق البحرية، صنفت هذه الرتبة بHerr Oberfähnrich أيضًا بشكل غير رسمي / أختصار Oberfähnrich.
فيما يلي تسلسل الرتب (من أعلى إلى أسفل) في تلك المجموعة بالذات:
- OR-9: Oberstabsfeldwebel /أوبرشتابسبوتسمان
- OR-8:شتابسفيلدفيبل/ Stabsbootsmann
- OFD: Oberfähnrich و Hauptfeldwebel / Oberfähnrich zur See and Hauptbootsmann
- OR-6A: Oberfeldwebel / Oberbootsmann
- OR-6b: Fähnrich وFeldwebel / Fähnrich zur See وBootsmann

أنظر أيضا

## ما يعادلها في بلدان أخرى
- وصلة= → فاندريك
- وصلة= → Oberfähnrich
- وصلة= → Aspirant/ ELEVE-officier
- وصلة= → Allievo Ufficiale I
- وصلة= → أحد عشر ضابط / ضابط مدرب
- وصلة= → فاندريج / كورنيت
- وصلة= → فانريك
- وصلة= Kursant لا ينبغي الخلط بينه وبين Praporshik
- وصلة= → Teniente segundo
- وصلة= → ضابط المتدربين
- وصلة= → ضابط مرشح